# Cerviniella peruana
Cerviniella peruana är en kräftdjursart som beskrevs av Becker 1974. Cerviniella peruana ingår i släktet Cerviniella och familjen Cerviniidae. Inga underarter finns listade i Catalogue of Life.